# 光叶牛皮消蓼
光叶牛皮消蓼（学名：Fallopia cynanchoides var. glabriuscula）为蓼科何首乌属下的一个变种。